# Robin Gielen
Robin Gielen (16 februari 1977) is een Nederlandse handbalcoach en voormalige handballer. Als handballer kwam hij veelvoudig uit voor het Nederlands team en was actief bij verschillende clubs in Nederland, Duitsland en België.